# Japanse kwikstaart
De Japanse kwikstaart (Motacilla grandis) is een zangvogel uit de familie Piepers en kwikstaarten.

## Verspreiding en leefgebied
Deze soort is endemisch in Japan.